# Lycus sanguinipennis
Lycus sanguinipennis es una especie de escarabajo de alas de red perteneciente a la familia Lycidae. Lycus sanguinipennis es parte del género Lycus y de la familia de los escarabajos de alas rojas. Se encuentra distribuido en América del Norte, especialmente al borde de maleza alrededor de estanques en los bosques altos de pino ponderosa en el sur de Arizona y Nuevo México.

## Descripción
Los L. sanguniipennis miden de 9 a 13,5 milímetros (0,4 a 0,5 plg) de largo, tienen el cuerpo negro intenso debajo de sus alas con una tribuna prominente para su cabeza, el tórax es ancho, negro lívido con márgenes laterales un poco recurvados, de color sanguíneo pálido. Posee una línea carinada en el margen anterior, que termina en un surco que se extiende hasta la base con ángulos posteriores un poco prominentes. El escutelo es negro, con élitros de color sanguíneos pálidos que le da honor a su nombre científico. Las alas son un poco oscuras, con nervadura marrón.